# Wacquemoulin
Wacquemoulin (pron. [vakmulɛ̃]) est une commune française située dans le département de l'Oise, en région Hauts-de-France.
Ses habitants sont appelés les Wacquemoulinois et les Wacquemoulinoises.

## Géographie

### Localisation
La commune de Wacquemoulin est située dans le nord de l'Oise.
| Ménévillers     | Méry-la-Bataille |                   |
| Montiers        | Wacquemoulin     | Neufvy-sur-Aronde |
| La Neuville-Roy |                  | Moyenneville      |

### Hydrographie

#### Réseau hydrographique
La commune est située dans le bassin Seine-Normandie. Elle est drainée par l'Aronde,.
L'Aronde, d'une longueur de 26 km, prend sa source dans la commune de Montiers et se jette  dans l'Oise (rive gauche) à Clairoix, après avoir traversé 13 communes. 

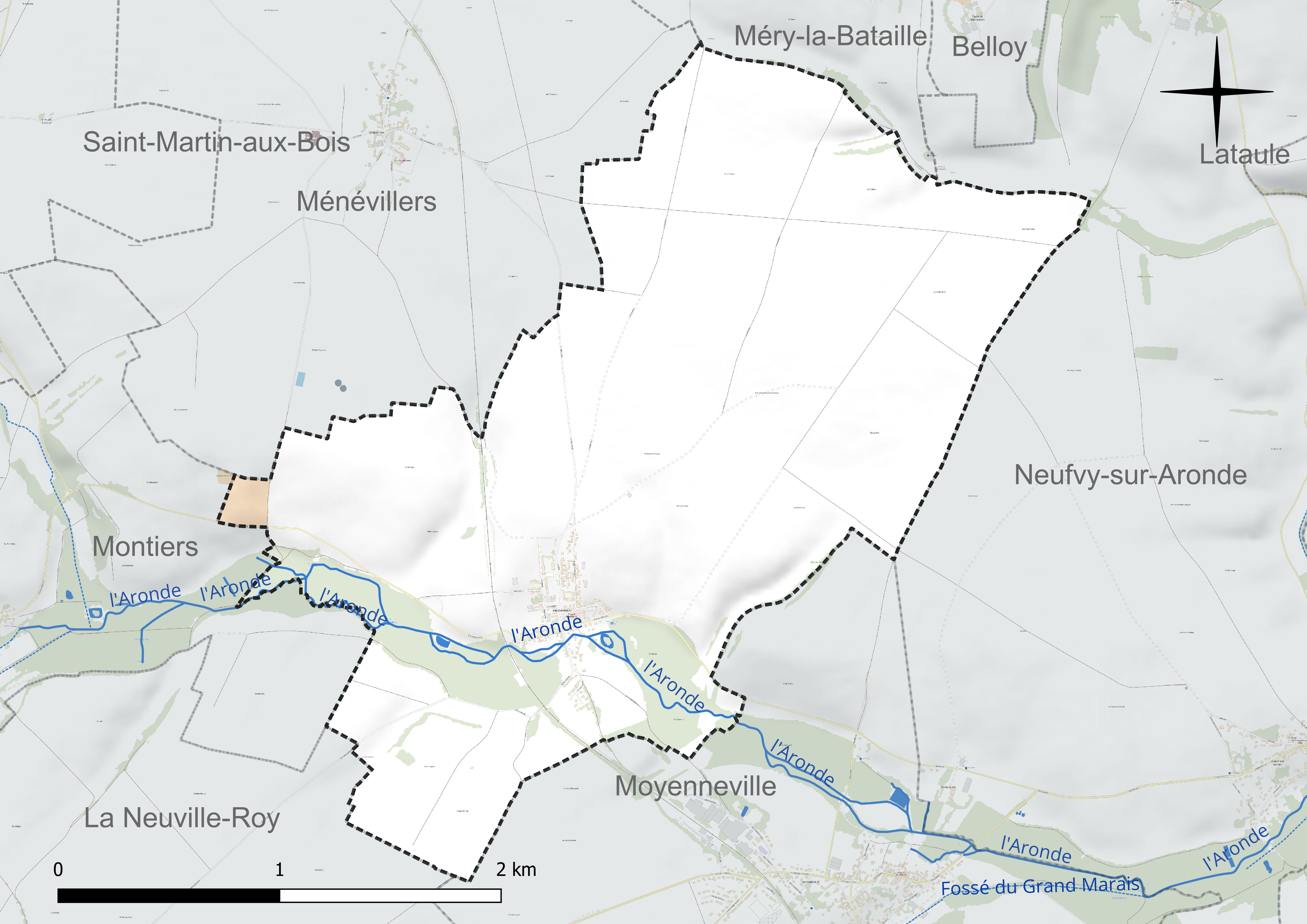
Réseau hydrographique de Wacquemoulin.

#### Gestion et qualité des eaux
Le territoire communal est couvert par le schéma d'aménagement et de gestion des eaux (SAGE) « Sensée ». Ce document de planification concerne un territoire de 789 km2 de superficie, délimité par trois bassins versants en totalité ou en partie (Aisne, Oise et Aronde). Le périmètre a été arrêté le 16 octobre 2001 et le SAGE proprement dit a été approuvé le 8 juin 2009, puis révisé le 27 novembre 2019. La structure porteuse de l'élaboration et de la mise en œuvre est le syndicat mixte Oise-Aronde. 
La qualité des cours d'eau peut être consultée sur un site dédié géré par les agences de l'eau et l'Agence française pour la biodiversité. 

### Climat
Pour des articles plus généraux, voir Climat des Hauts-de-France et Climat de l'Oise.
En 2010, le climat de la commune est de type climat océanique dégradé des plaines du Centre et du Nord, selon une étude du CNRS s'appuyant sur une série de données couvrant la période 1971-2000. En 2020, Météo-France publie une typologie des climats de la France métropolitaine dans laquelle la commune est exposée à un climat océanique et est dans la région climatique  Nord-est du bassin Parisien, caractérisée par un ensoleillement médiocre, une pluviométrie moyenne régulièrement répartie au cours de l'année et un hiver froid (3 °C). 
Pour la période 1971-2000, la température annuelle moyenne est de 10,4 °C, avec une amplitude thermique annuelle de 14,8 °C. Le cumul annuel moyen de précipitations est de 650 mm, avec 10,8 jours de précipitations en janvier et 8,1 jours en juillet. Pour la période 1991-2020, la température moyenne annuelle observée sur la station météorologique la plus proche, située sur la commune de Godenvillers à 11 km à vol d'oiseau, est de 11,1 °C et le cumul annuel moyen de précipitations est de 701,9 mm,. Pour l'avenir, les paramètres climatiques de la commune estimés pour 2050 selon différents scénarios d'émission de gaz à effet de serre sont consultables sur un site dédié publié par Météo-France en novembre 2022.

## Urbanisme

### Typologie
Au 1er janvier 2024, Wacquemoulin est catégorisée commune rurale à habitat dispersé, selon la nouvelle grille communale de densité à sept niveaux définie par l'Insee en 2022.
Elle est située hors unité urbaine. Par ailleurs la commune fait partie de l'aire d'attraction de Compiègne, dont elle est une commune de la couronne,. Cette aire, qui regroupe 101 communes, est catégorisée dans les aires de 50 000 à moins de 200 000 habitants,.

### Occupation des sols
L'occupation des sols de la commune, telle qu'elle ressort de la base de données européenne d'occupation biophysique des sols Corine Land Cover (CLC), est marquée par l'importance des territoires agricoles (88,5 % en 2018), une proportion identique à celle de 1990 (88,5 %). La répartition détaillée en 2018 est la suivante : 
terres arables (88,5 %), forêts (7,7 %), zones urbanisées (3,8 %). L'évolution de l'occupation des sols de la commune et de ses infrastructures peut être observée sur les différentes représentations cartographiques du territoire : la carte de Cassini (XVIIIe siècle), la carte d'état-major (1820-1866) et les cartes ou photos aériennes de l'IGN pour la période actuelle (1950 à aujourd'hui).

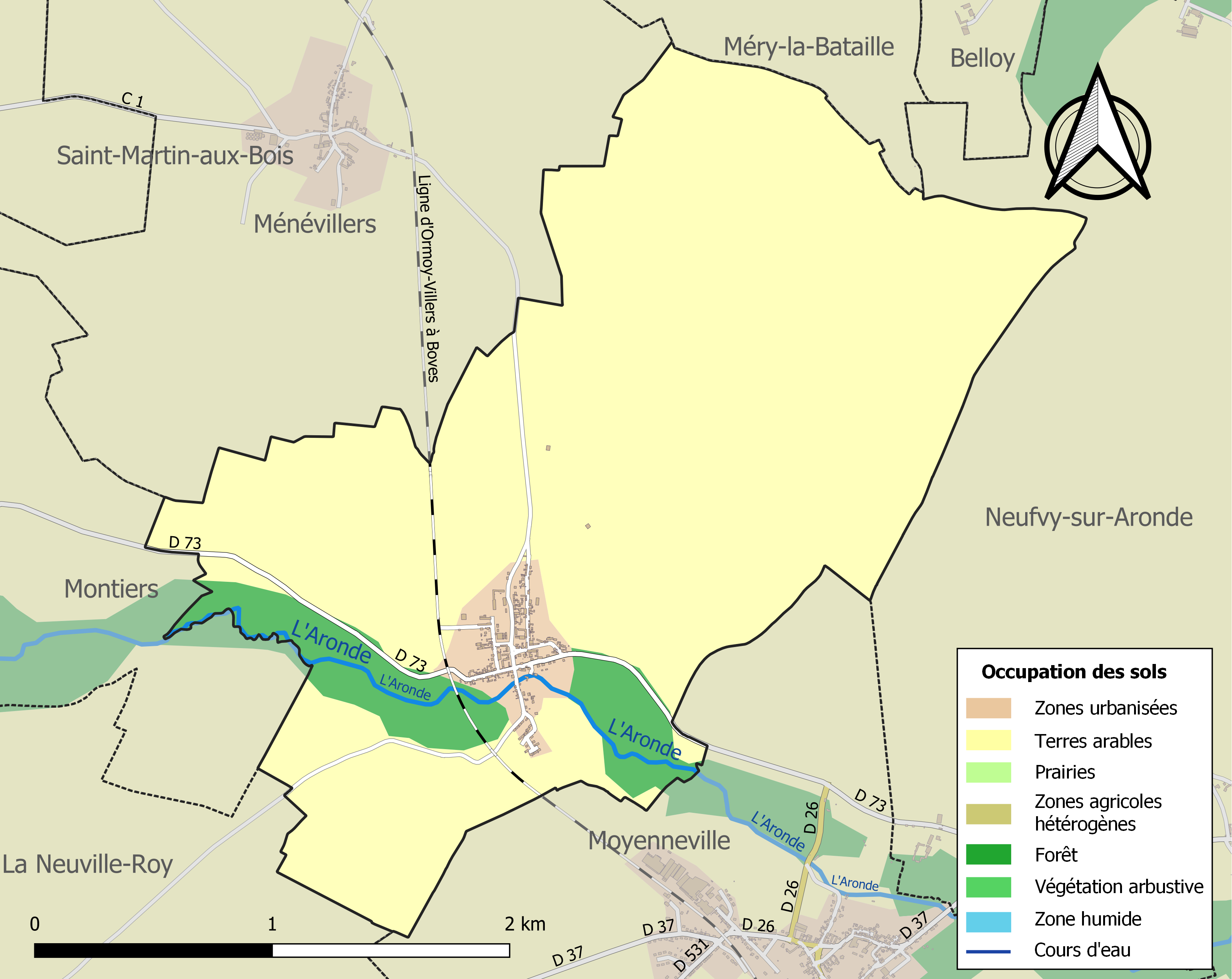
Carte des infrastructures et de l'occupation des sols de la commune en 2018 (CLC).

### Voies de communication et transports
La commune dispose de la gare de Wacquemoulin sur la ligne d'Ormoy-Villers à Boves. Cette halte ne dispose pas de personnel, et est desservie par les trains TER Hauts-de-France qui effectuent des missions entre les gares d'Amiens et de Compiègne.
La commune est desservie, en 2023, par les lignes 663, 6304, 6309 et 6328 du réseau interurbain de l'Oise.

## Toponymie
Le nom de la localité est attesté sous les formes Gastemolendinum (vers 1167) ; villa quae dicitur Wasquemolins (1190) ; apud gaste molendinum (1190) ; Wascomolendini (1196) ; Waskemolin (1210) ; de Vasquemolin (1210) ; de sergenteria Wasquemoulini (1238) ; Vacquemoulin (1240) ; Vuaquemoulin (1240) ; Vesquemoulin (XIIIe) ; de Wasquemolin (1248) ; Vasquemolyn (1248) ; Enguerrans de Waskemolin (1254) ; Engerans de Waskemolin (1255) ; Vuacqmolin (1260) ; apud Waquemoulin (1269) ; Vuacmolin (1269) ; Wasque molin (1272) ; le vile de Wasquemolin (1273) ; Vaquemoulin (1280) ; Wasquemelin (1285) ; Vasquemoulin (1295) ; ville de Wasquemoulin (1297) ; Waquemoulin (1401) ; Wascemolin (1421) ; Wascomolendini super Arondam (1448) ; Wacquemolin (1469) ; Vacmouslin (vers 1470) ; Waquemolin (vers 1470) ; Wacquemollin (1502) ; Wraque moulin (1575) ; Waque molin (1631) ; Vuacqmolin (1640) ; Waguemoulin (1667) ; Wacquemoulin (1840).

## Histoire
Première Guerre mondiale
La commune a été concernée par des combats à la fin de la guerre, en juin 1918,,,, lors de la bataille du Matz.

## Politique et administration

### Rattachements administratifs et électoraux
La commune se trouve depuis 1942 dans l'arrondissement de Clermont du département de l'Oise. Pour l'élection des députés, elle fait partie depuis 1988 de la première circonscription de l'Oise.
Elle faisait partie depuis 1801 du canton de Maignelay-Montigny. Dans le cadre du redécoupage cantonal de 2014 en France, le commune intègre le canton d'Estrées-Saint-Denis.

### Intercommunalité
La commune fait partie de la communauté de communes du Plateau Picard, créée fin 1999.

### Liste des maires
| Période                                  | Période                  | Identité            | Étiquette | Qualité                                             |
| ---------------------------------------- | ------------------------ | ------------------- | --------- | --------------------------------------------------- |
| Les données manquantes sont à compléter. |                          |                     |           |                                                     |
| août 1833                                | août 1833                | Louis Marie Lemaire |           |                                                     |
| Les données manquantes sont à compléter. |                          |                     |           |                                                     |
| mars 2001                                | En cours (au 27/10/2018) | Jean Pécho          | SE        | Agriculteur retraité Réélu pour le mandat 2014-2020 |

### Distinctions et labels
Ville fleurie : Après une distinction en 2000, une fleur attribuée en 2007, deux en 2012 et 2015 par le Conseil des Villes et Villages Fleuris de France au Concours des villes et villages fleuris.

## Population et société

### Démographie

#### Évolution démographique
L'évolution du nombre d'habitants est connue à travers les recensements de la population effectués dans la commune depuis 1793. Pour les communes de moins de 10 000 habitants, une enquête de recensement portant sur toute la population est réalisée tous les cinq ans, les populations de référence des années intermédiaires étant quant à elles estimées par interpolation ou extrapolation. Pour la commune, le premier recensement exhaustif entrant dans le cadre du nouveau dispositif a été réalisé en 2004.

En 2022, la commune comptait 279 habitants, en évolution de −10 % par rapport à 2016 (Oise : +0,87 %, France hors Mayotte : +2,11 %).
| 1793 | 1800 | 1806 | 1821 | 1831 | 1836 | 1841 | 1846 | 1851 |
| ---- | ---- | ---- | ---- | ---- | ---- | ---- | ---- | ---- |
| 233  | 243  | 230  | 254  | 252  | 255  | 285  | 286  | 288  |

| 1856 | 1861 | 1866 | 1872 | 1876 | 1881 | 1886 | 1891 | 1896 |
| ---- | ---- | ---- | ---- | ---- | ---- | ---- | ---- | ---- |
| 260  | 295  | 295  | 310  | 319  | 339  | 328  | 304  | 290  |

| 1901 | 1906 | 1911 | 1921 | 1926 | 1931 | 1936 | 1946 | 1954 |
| ---- | ---- | ---- | ---- | ---- | ---- | ---- | ---- | ---- |
| 285  | 291  | 304  | 289  | 311  | 289  | 271  | 269  | 265  |

| 1962 | 1968 | 1975 | 1982 | 1990 | 1999 | 2004 | 2006 | 2009 |
| ---- | ---- | ---- | ---- | ---- | ---- | ---- | ---- | ---- |
| 273  | 244  | 187  | 190  | 306  | 312  | 296  | 286  | 296  |

| 2014 | 2019 | 2022 | - | - | - | - | - | - |
| ---- | ---- | ---- | - | - | - | - | - | - |
| 301  | 280  | 279  | - | - | - | - | - | - |

#### Pyramide des âges
La population de la commune est relativement jeune.
En 2018, le taux de personnes d'un âge inférieur à 30 ans s'élève à 28,6 %, soit en dessous de la moyenne départementale (37,3 %). À l'inverse, le taux de personnes d'âge supérieur à 60 ans est de 23,3 % la même année, alors qu'il est de 22,8 % au niveau départemental.
En 2018, la commune comptait 151 hommes pour 139 femmes, soit un taux de 52,07 % d'hommes, largement supérieur au taux départemental (48,89 %).
Les pyramides des âges de la commune et du département s'établissent comme suit.
| Hommes | Classe d’âge | Femmes |
| ------ | ------------ | ------ |
| 0,7    | 90 ou +      | 1,5    |
| 4,1    | 75-89 ans    | 4,5    |
| 14,4   | 60-74 ans    | 21,6   |
| 25,3   | 45-59 ans    | 17,2   |
| 28,1   | 30-44 ans    | 25,4   |
| 6,8    | 15-29 ans    | 10,4   |
| 20,5   | 0-14 ans     | 19,4   |

| Hommes | Classe d’âge | Femmes |
| ------ | ------------ | ------ |
| 0,5    | 90 ou +      | 1,4    |
| 5,5    | 75-89 ans    | 7,6    |
| 15,6   | 60-74 ans    | 16,3   |
| 20,8   | 45-59 ans    | 20     |
| 19,4   | 30-44 ans    | 19,4   |
| 17,6   | 15-29 ans    | 16,2   |
| 20,6   | 0-14 ans     | 19,1   |

### Enseignement
Les enfants de la commune sont scolarisés au sein d'un regroupement pédagogique intercommunal (RPI), qui regroupe La Neuville-Roy, Léglantiers, Pronleroy, Wacquemoulin et Montiers et est géré par le syndicat scolaire « Les Hirondelles », et qui accueille en 2018 270 écoliers scolarisés dans 11 classes de double niveau réparties dans quatre écoles. Soixante enfants sont accueillis dans deux structures périscolaires, à La Neuville- Roy et Léglantiers.
Le syndicat scolaire a décidé de réaliser une école unique pour les 5 villages, constituant donc un regroupement pédagogique concentré (RPC) à La Neuville-Roy comprenant notamment 12 salles de classe, deux salles de repos, des locaux administratifs, ainsi que des espaces mutualisés comme la bibliothèque, une salle périscolaire, une salle de motricité. La cantine est prévue pour accueillir 50 couverts dans deux salles et jusqu'à 200 convives en deux services.
Ce projet, envisagé dès 2006, voit le début de la construction en octobre 2018 pour une livraison escomptée fin 2019.
Le coût du projet conçu par Christophe Giraud et Christophe Fournier, du cabinet ADD d'Ons-en-Bray, est évalué à 5,2 millions d'euros, financé par une subvention départementale de 1,78 M€, l'État (1,1 million d'euros), le conseil régional (675 767 €) et la CAF de l'Oise (90 000 €),.

## Culture locale et patrimoine

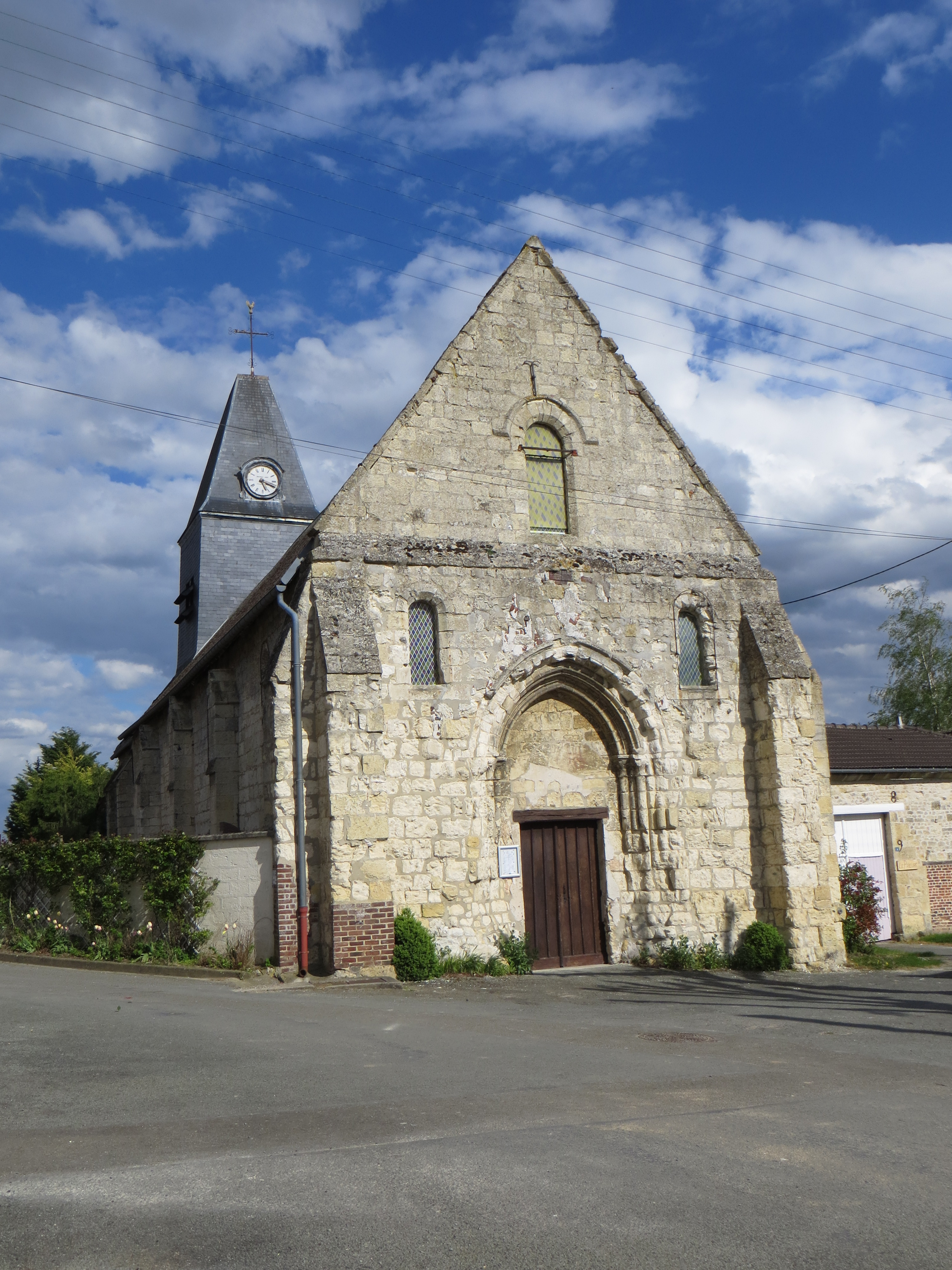
Église Saint-Christophe - cloche de l'église sonnant 17 h 30 : Fichier:Wacquemoulin - Église Saint-Christophe - 17h30.ogg

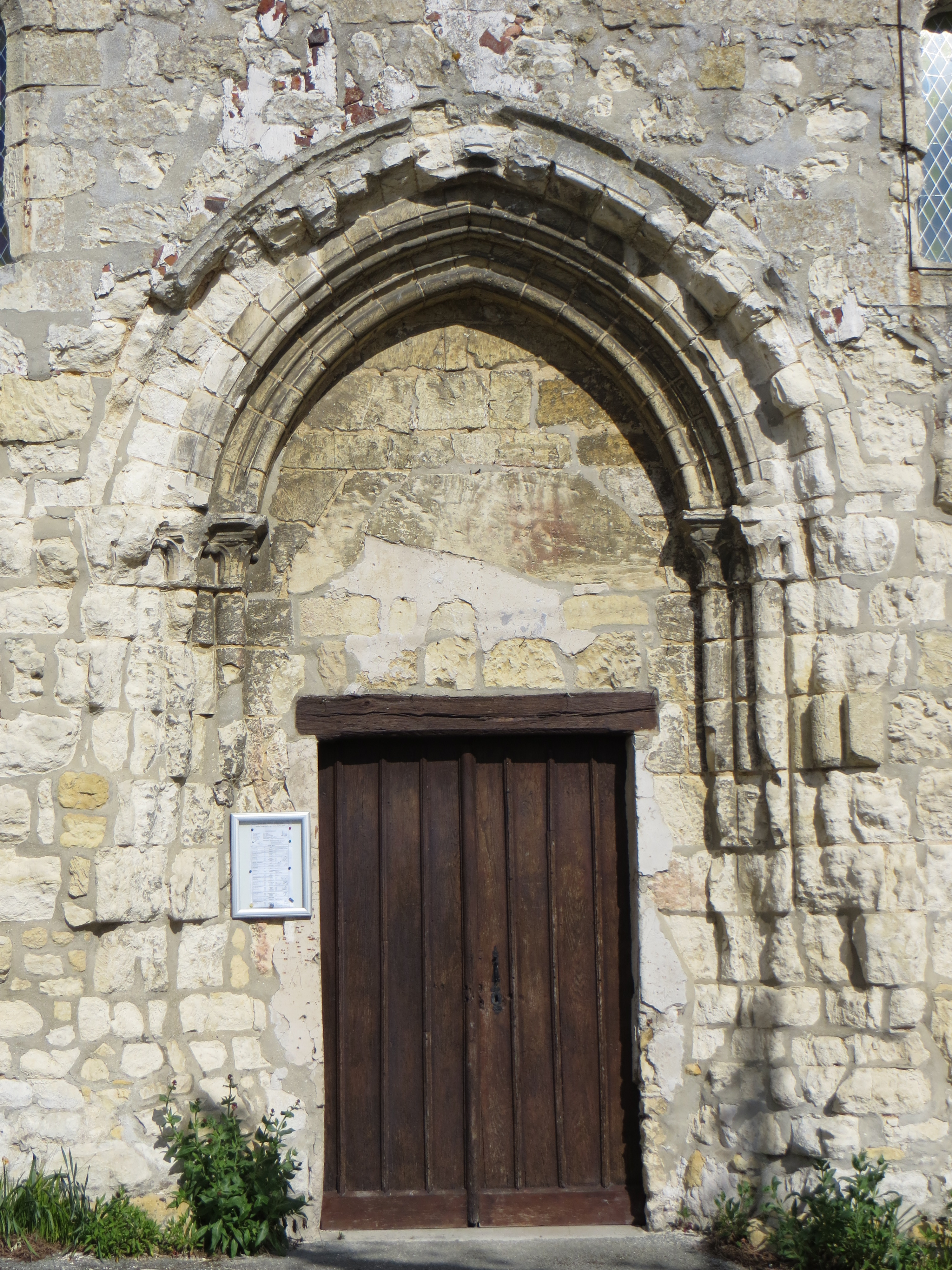
Portail de l'église.

### Lieux et monuments
- Église Saint-Christophe : elle possède un portail à colonnettes et de chapiteaux à crochets. Le chœur est  voûté à nervures. À l'intérieur se trouvent quelques reliques de saint Émilien et saint Vincent. Les fonts baptismaux, en calcaire taillé et sculpté de forme compacte et octogonale, datent du début du XIIIe siècle[38]
- La commune est traversée par le Circuit des chars, qui rappelle le  combat impliquant des chars d'assaut français le 11 juin 1918 lors de la bataille du Matz, long de 78 km et qui traverse 17 communes, avec 17 panneaux explicatifs et 3 tables d'orientation[39].

### Héraldique
| Blason de Wacquemoulin | Blason  | Coupé ondé : au 1er parti au I d'argent à trois lionceaux de gueules, au II de sinople à saint Christophe d'or, au 2d d'azur à une roue de moulin d'or adextrée d'un épi de blé et senestrée d'un roseau à massette, tous deux tigés et feuillés du même.                                                                                          |
| Blason de Wacquemoulin | Détails | Les lionceaux sont pour la Picardie et saint Christophe est le patron de la paroisse locale. La roue évoque le nom de la commune et les anciens moulins, le blé est pour la culture et le roseau pour le marais. Enfin, le champ d'azur et l'ondé sont pour l'Aronde qui arrose la commune. Création Jean-François Binon, adoptée en janvier 2021. |